# كيث ستيفنز
كيث ستيفنز (بالإنجليزية: Keith Stevens)‏ (21 يونيو 1964 في المملكة المتحدة - ) هو مدرب كرة قدم ومدير ولاعب كرة قدم بريطاني في مركز الدفاع. لعب مع نادي ميلوول وBrisbane Roar FC (women) ‏ ونادي فيشر أثليتيك.

## وصلات خارجية
- كيث ستيفنز على موقع قاعدة بيانات كرة القدم.إي يو (الإنجليزية)
- كيث ستيفنز على موقع Soccerbase.com (لاعب) (الإنجليزية)